# James O’Brien (Leichtathlet)

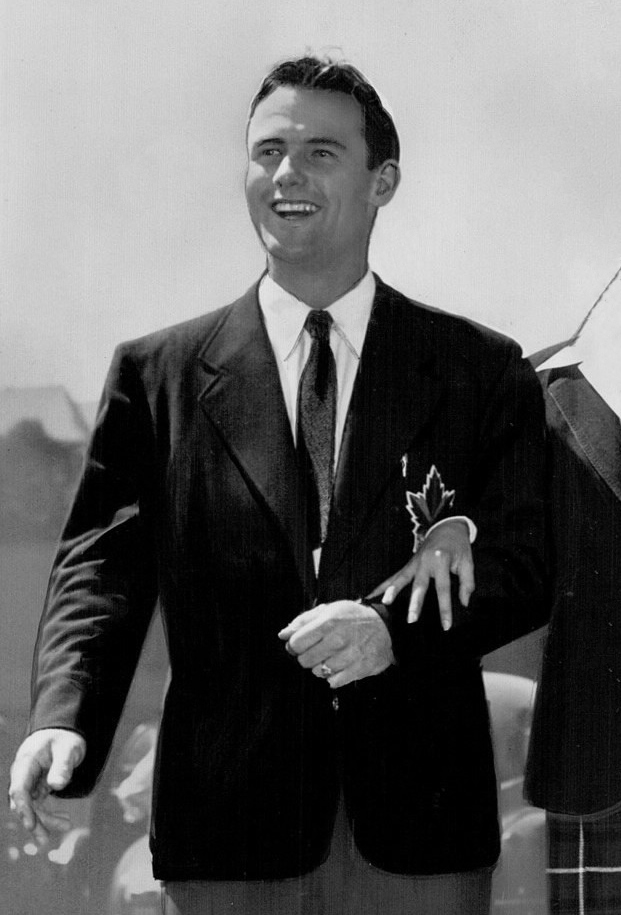
James O’Brien, 1948

James O’Brien (James Vincent „Jimmy“ O’Brien; * 24. Juli 1925 in Toronto; † 27. Mai 1988) war ein kanadischer Sprinter.
Bei den Olympischen Spielen 1948 in London wurde er Fünfter in der 4-mal-100-Meter-Staffel und schied über 100 m im Vorlauf aus.
Seine persönliche Bestzeit über 100 m von 10,6 s stellte er 1948 auf.